# Ali al-Deraan
Ali Saad al-Daraan (né le 17 avril 1990) est un athlète saoudien, spécialiste du 800 m.

## Carrière
Le 7 juillet 2015, il porte son record personnel à 1 min 45 s 57 à Lignano Sabbiadoro.

## Palmarès
| Date | Compétition                  | Lieu         | Résultat | Épreuve | Temps         |
| ---- | ---------------------------- | ------------ | -------- | ------- | ------------- |
| 2006 | Jeux asiatiques              | Doha         | 4e       | 800 m   | 1 min 48 s 48 |
| 2007 | Championnats du monde cadets | Ostrava      | 2e       | 800 m   | 1 min 50 s 10 |
| 2007 | Championnats d'Asie          | Amman        | 4e       | 800 m   | 1 min 53 s 50 |
| 2015 | Championnats panarabes       | Madinat 'Isa | 2e       | 800 m   | 1 min 47 s 03 |
| 2015 | Jeux mondiaux militaires     | Mungyeong    | 1er      | 800 m   | 1 min 45 s 50 |

## Records
| Épreuve | Épreuve   | Temps         | Lieu      | Date            |
| ------- | --------- | ------------- | --------- | --------------- |
| 800 m   | Plein air | 1 min 45 s 50 | Mungyeong | 6 octobre 2015  |
| 800 m   | En salle  | 1 min 52 s 74 | Macao     | 31 octobre 2007 |